# Concilio de Paderborn
El Concilio de Paderborn de 785 fue una pieza importante en la Cristianización de los sajones y ayudó a establecer una efímera paz por la fuerza entre sajones y francos. Resolvió hacer punible por ley todo tipo de idolatría, la creencia en la existencia de brujería, causar la muerte de otros mediante caza de brujas, y más.

## Antecedentes
Tras lograr la paz en Sajonia en 780, Carlomagno regresó en 782 e impuso un nuevo código de leyes, cuya oposición dio comienzo a la fase intermedia de las Guerras Sajonas. Tras una dura lucha con Widukind, un líder sajón, Carlomagno venció en 785. Widukind y su hijo aceptaron el bautismo y se convirtieron al cristianismo ese año, siendo un paso clave en el esfuerzo de Carlomagno por conquistar y convertir a los sajones.: 368  La capitulación y conversión de Widukind, Capitulatio de partibus Saxoniae, y el Concilio de Paderborn, todo ello en 785, crearon una breve paz entre sajones y francos hasta el comienzo de las fase final a principios de 790.

## Resoluciones
Carlomagno reprimió especialmente a los sajones, y el Concilio de Paderborn no fue diferente. Castigó todo tipo de idolatría, negó la existencia de la brujería y la eficacia de la magia, ordenó la pena de muerte para los autoproclamados cazadores de brujas que hubieran causado la muerte de personas acusadas de brujería, condenó a los hechiceros a ser siervos de la iglesia, : 93  ordenó a los sajones que hicieran bautizar a los niños el primer año. : 37  La ley es particularmente notoria por la forma en que también condenaba a muerte a "cualquiera que, cegado por el Diablo, creyera sanamente que una persona era bruja y homicida, y por ello la hubiera quemado o comido su carne, o se la hubiera dado a comer a otros. ": 251  Forma parte del objetivo de rechazar la existencia de brujas y que quemarlas se consideraba una costumbre pagana. Para hacer cumplir la ley y procesar a los delincuentes, las autoridades recurrían a veces a la tortura, que es un acto sancionado por el derecho civil romano. Una fuente afirmó que el Concilio de Paderborn tenía como objetivo a los sajones y a aquellas personas que vivían en territorios que había conquistado recientemente, en particular a aquellos que se resistían a convertirse al cristianismo.: 94 